# Mercedes-Benz W120
La serie W120 è una serie di autovetture di fascia alta prodotte tra il 1953 e il 1962 dalla casa automobilistica tedesca Mercedes-Benz.

## Storia e profilo
Le Mercedes-Benz delle famiglie W120 e W121 (quest'ultima diretta derivata della prima) verranno sempre ricordate dagli appassionati per essere state le prime Mercedes-Benz a scocca portante. Fu quindi abbandonato il classico telaio a X con tubi a sezione ovale, in favore del cosiddetto pianale, concetto seminuovo all'inizio degli anni cinquanta del XX secolo, in quanto utilizzato all'epoca solo da poche vetture.
La soluzione della struttura a scocca portante voleva essere la testimonianza della rinascita della Casa tedesca, pronta a guardare al futuro dopo il nefasto periodo della Seconda guerra mondiale. Analogamente la nuova carrozzeria di tipo Ponton voleva essere un modo di guardare avanti anche dal punto di vista stilistico, lasciandosi alle spalle il design ormai anacronistico delle 170V e 170S.

### Mercedes-Benz 180
Il progetto per la Mercedes-Benz 180, primo modello costituente la famiglia W120, risale al 1951, ma la vettura finita venne presentata nel 1953. Due soli anni per realizzare un progetto così innovativo non erano molti, segno della forte volontà della Daimler-Benz di tornare a essere punto di riferimento nel settore automobilistico. Tuttavia, al suo esordio la 180 non conobbe grandi consensi. Ciò fu dovuto quasi esclusivamente alla nuova forma della sua carrozzeria. A quell'epoca erano poche le berline a tre volumi con carrozzeria di tipo Ponton, cioè con parafanghi integrati nella carrozzeria e non più distaccati come nel caso delle 170 W136 e dell'intera produzione pre-bellica. Perciò la 180 era moderna, staccava con il passato, ma non era di certo rivoluzionaria. In ogni caso, la linea della 180 causò un forte risentimento nella clientela più tradizionalista.

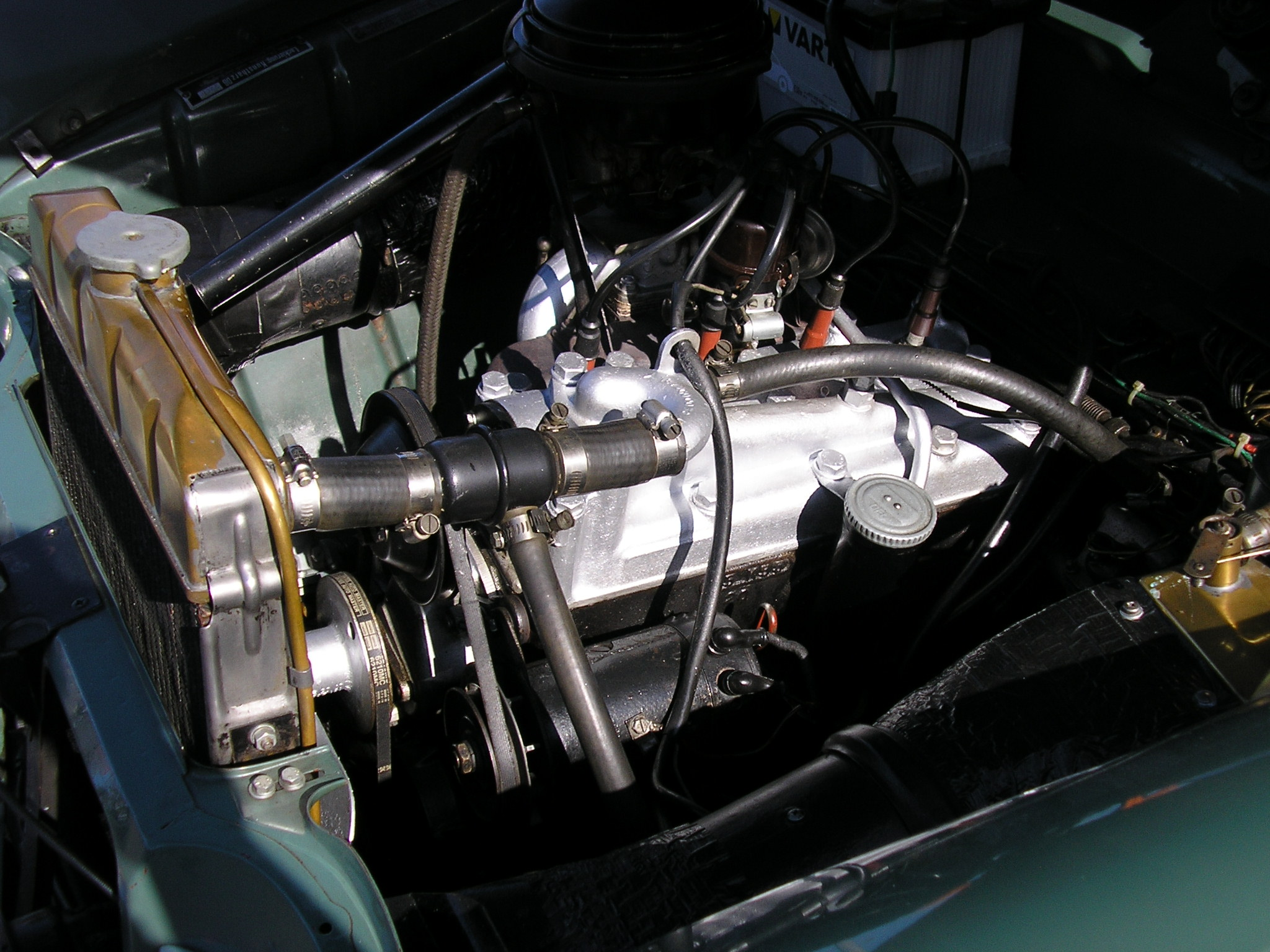
Il motore M136

Dopo le prime difficoltà, però, la 180 cominciò a fare breccia nel cuore di molti potenziali acquirenti. Ciò che piaceva in questa vettura era il comportamento su strada, l'assemblaggio curato e l'affidabilità del motore. Quest'ultimo, in realtà, era forse la nota più stonata in tutto questo insieme di innovazioni, perché non si trattava che dell'unità M136 da 1.8 litri già montata sulle ultime 170V e 170S. Tale unità motrice, ancora a valvole laterali, erogava 52 CV, consentendo alla 180 una velocità massima di 126 km/h.
Il motore era fissato a un telaietto ausiliario che aveva la funzione di sostenere anche altri organi, come la trasmissione, la scatola dello sterzo e l'avantreno. Quest'ultimo era a ruote indipendenti con triangoli, barra antirollio e molle elicoidali. Anche il retrotreno era a ruote indipendenti, ma con semiassi oscillanti e molle elicoidali.
L'impianto frenante era di tipo idraulico con freni a tamburo sulle quattro ruote.
Nel febbraio del 1954 venne introdotta la 180D (W120 I), ossia la 180 con motore diesel, in questo caso il vecchio OM636 da 1.8 litri già montato sulla 170DS. Tale motore aveva dalla sua la più moderna configurazione a valvole in testa, ma la potenza era, naturalmente, inferiore a quella del corrispondente motore a benzina, con soli 40 CV, per cui le prestazioni erano decisamente inferiori e si fermavano ad appena 110 km/h. Ciononostante la 180D incontrò un buon successo, soprattutto presso chi esercitava la professione di taxista.
Nel 1955 vi fu un aggiornamento tecnico: il retrotreno a semiassi oscillanti lasciò il posto a un ponte oscillante con articolazione centrale, una soluzione già sperimentata in campo agonistico e dall'anno precedente anche su strada con il lancio della 220a.
Nel 1956 il prezzo della 180 a benzina, passò dai 9950 marchi del 1953 a 8700 marchi e nel 1957 vi fu un nuovo e più consistente aggiornamento: nacque la 180b (W120B II), che montava un nuovo motore, più moderno e più potente, vale a dire il 1.9 M121B IV da 65 CV, in grado di spingere la vettura a 135 km/h di velocità massima. Tale motore aveva già equipaggiato altri modelli nati poco tempo prima, e cioè la 190 SL del 1955 e la 190 del 1956, ma nella 180 questo motore era depotenziato per non innescare un fenomeno di cannibalismo commerciale all'interno della gamma.
Nel 1959 la 180D viene sostituita dalla 180Db, con motore leggermente più potente (43 CV), ma le prestazioni rimasero più o meno le stesse. Nonostante ciò, alla fine degli anni '50, la 180 a gasolio riusciva a detenere una grossa fetta della produzione Mercedes-Benz, merito delle sue doti di economia di esercizio, dovute principalmente ai consumi molto più bassi che nelle corrispondenti versioni a benzina.
Tra il 1961 e il 1962 le 180b e 180Db divennero rispettivamente 180c e 180Dc, ma con pochi aggiornamenti di dettaglio. Nell'ottobre del 1962 la 180 venne tolta di produzione.

### Mercedes-Benz 190SL
Nel 1955 viene lanciata un'elegante roadster basata sul pianale della 180, debitamente irrobustito. Tale vettura era la 190SL, che montava il nuovo 1.9 M121 da 105 CV.

### Mercedes-Benz 190

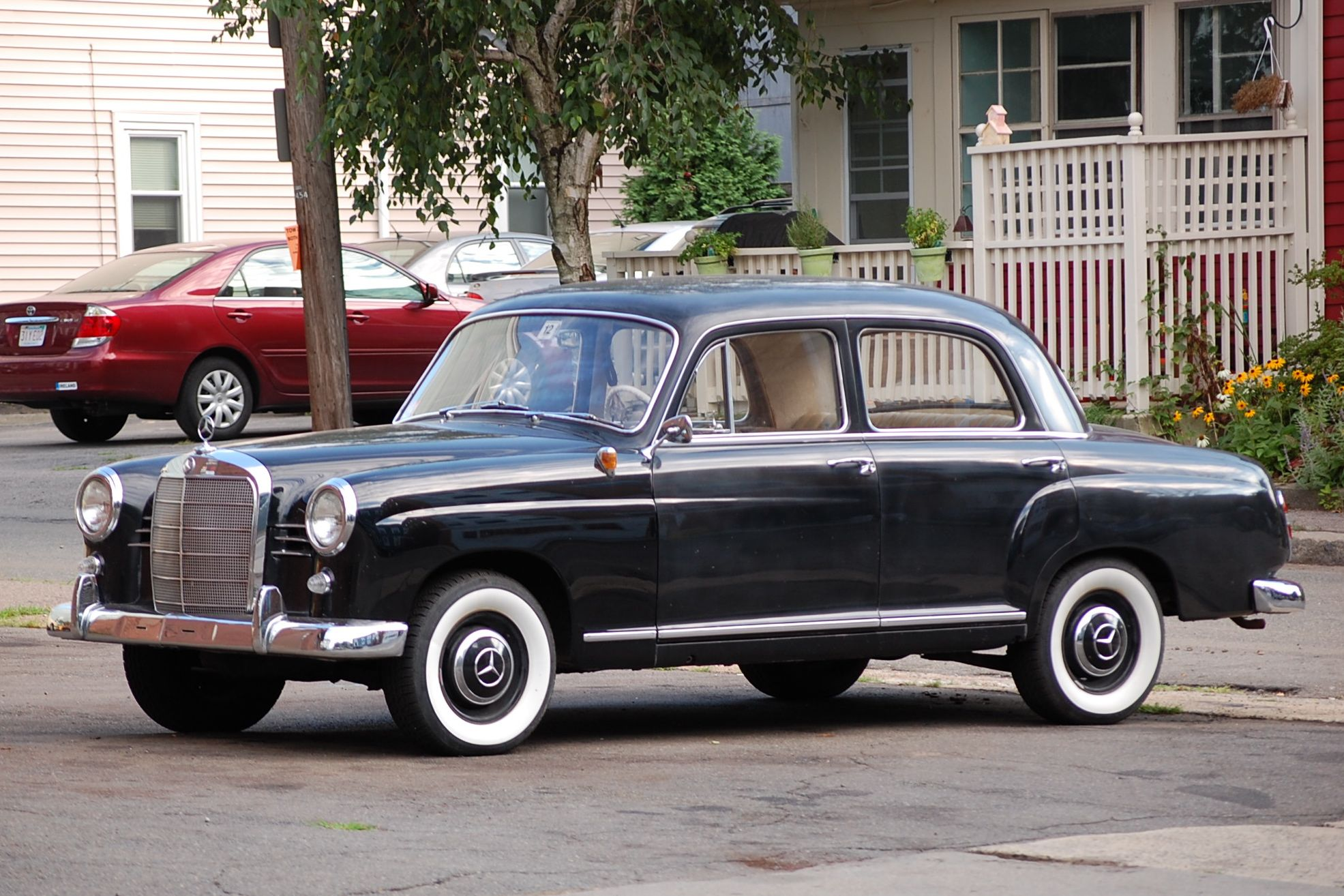
Una 190 W121

Nel 1956 alla 180 venne affiancata la 190, un modello più moderno anche nel motore, poiché questo altri non era che il 1.9 M121 che l'anno prima esordì sulla 190SL. In questo caso, però, il motore venne depotenziato a 75 CV. In ogni caso le prestazioni erano buone, con una velocità di punta pari a 140 km/h. La 190 condivideva quasi del tutto il corpo vettura con la 180, con l'eccezione di alcuni dettagli, vale a dire i cerchi ruota, il radiatore di maggiori dimensioni, i fari posteriori anch'essi maggiorati, i finestrini anteriori dotati di deflettori e i profili cromati sotto i finestrini. Tali differenze, però, spariranno a partire dal 1957, quando nel passaggio dalla 180 alla 180a, anche il modello di base adotterà queste novità uniformandosi alla 190.
Nel 1958 anche la 190 viene resa disponibile con motore diesel, dando vita alla 190D, mossa dal 1.9 diesel OM621 da 50 CV, grazie al quale la vettura raggiungeva una velocità massima di 120 km/h.
Nel 1959 la 190 lascia il posto alla 190b, la cui differenze più corposa stava nel motore con potenza innalzata a 80 CV e velocità massima di 145 km/h. Contemporaneamente venne introdotta la 190Db con poche differenze di dettaglio, tra cui un radiatore ancor più ampio.
Nel 1961 le 190B e 190 Db vengono tolte di produzione per lasciare spazio alle 190c e 190Dc, che però appartenevano già alla serie W110.
Il nome 190 sarebbe stato riproposto dalla Mercedes-Benz 20 anni più tardi per la berlina W201.

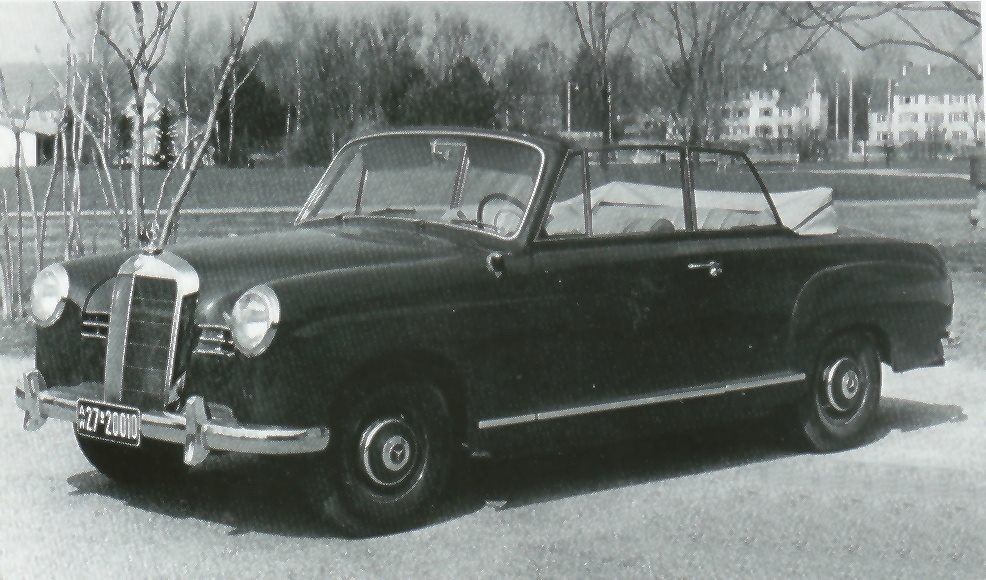
Un prototipo cabriolet della 180

### Versioni speciali

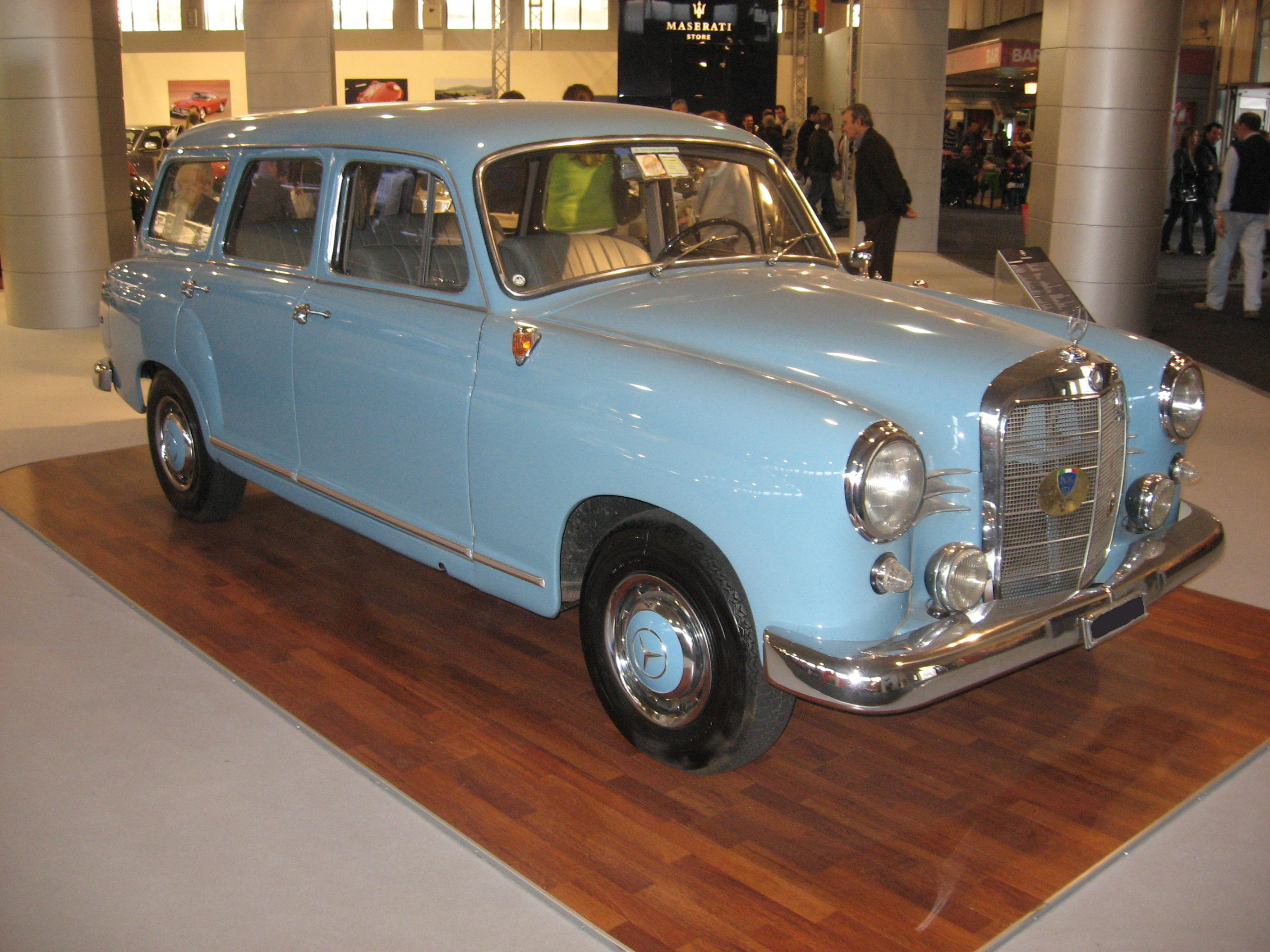
Una 180D Giardinetta

Le Mercedes-Benz 180 e 190 sono state anche prodotte con carrozzeria giardinetta, ma non si trattava di modelli ufficiali della Casa, bensì di versioni speciali allestite su richiesta dalla "Binz Karosserie" di Lorch. Spesso venivano utilizzate con motorizzazioni a gasolio ed erano apprezzate per la loro spaziosità, fatto che ne faceva un veicolo utile per servizi particolari, come per esempio quello di taxi o quello di ambulanza. Le motorizzazioni erano identiche a quelle delle normali berline regolarmente in produzione.
Oltre alle versioni giardinetta, vi furono anche degli studi per realizzare una versione cabriolet ricavata dalle 180 e 190, versione che però rimase solo allo stadio di prototipo.

### Dati di produzione
I dati di produzione dei vari modelli appartenenti alle famiglie W120 e W121 sono:
- 180 (1953-57): 52.186
- 180a (1957-59): 27.353
- 180b (1959-61): 29.415
- 180c (1961-62): 9.280
- 180D (1954-59): 116.485
- 180Db (1959-61): 24.676
- 180Dc (1961-62): 11.822
- 190 (1956-59): 61.345
- 190b (1959-61): 28.463
- 190D (1958-59): 20.629
- 190Db (1959-61): 61.309